# Pont cassé du Yalu
Le pont cassé du Yalu chinois : 鸭绿江断桥 ; pinyin : yālǜ jiāng duànqiáo est un pont long de 944,2 mètres et large de 11 mètres, situé sur le Yalu, joignant Dandong, dans la province du Liaoning, en Chine et Sinuiju en Corée (de nos jours Corée du Nord). 
Il est depuis 2006, classé sur la 6e liste des sites historiques et culturels majeurs protégés au niveau national, sous le numéro de catalogue 919.
Le pont comporte une partie rotative, afin de laisser passer les bateaux.
Entre le 26 février et le 1er mars 2024, le photographe et journaliste de l'AFP Pedro Pardo a réalisé un reportage photographique sur la Corée du Nord, depuis la frontière chinoise dont 10 images ont été dévoilées, dont des photos de Hyesan.

## Historique

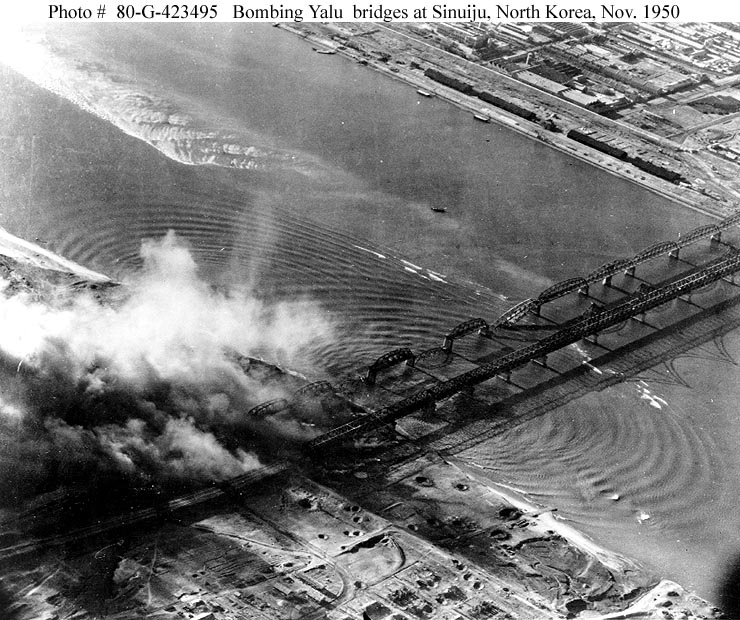
Vue aérienne du pont après le bombardement américain

Les travaux de sa construction ont été commencés en mai 1909.
Il est à moitié détruit lors d'une série de bombardements américains entre le 8 et le 14 novembre 1952, pendant la guerre de Corée.